# بلواسکای (شبکه اجتماعی)
بلواسکای (انگلیسی: Bluesky) یک شبکهٔ اجتماعی میکروبلاگینگ است. کاربران می‌توانند انواع محتوا از جمله نوشته، عکس، و فیلم رو با اشتراک بگذارند. این شبکه در واقع اثبات مفهومی از پروتکل AT است که به عنوان یک استاندارد باز برای شبکه‌های اجتماعی توزیج‌شده در حال طراحی است.
بلواسکای در سال ۲۰۱۹ توسط توییتر به عنوان یک شرکت درون‌گذارده سازماندهی شد و اولین کارمندان خود را در سال ۲۰۲۱ استخدام کرد تا در همان سال به عنوان یک شرکت سهامی عام مستقل ثبت شود. بلواسکای اولین نسخه خود موسوم به ADX را در اواسط سال ۲۰۲۲ برای عموم منتشر کرد. 

## اپلیکیشن
بلواسکای در اکتبر ۲۰۲۲ یک لیست انتظار برای اپلیکیشنی که از این پروتکل استفاده می‌کند راه اندازی کرد. در فوریه ۲۰۲۳، نسخه بتای برنامه بلواسکای در بستر آی‌اواس صرفاً برای دعوت‌شدگان منتشر شد. تک‌کرانچ در نقد خود دربارهٔ این نسخه آن را به عنوان «تجربه‌ای کاربردی مشابه توییتر که هنوز قوام نیافته» توصیف کرد.